# 싱가포르 항공 카고
싱가포르 항공 카고(영어: Singapore Airlines Cargo)은 싱가포르 항공의 계열사로 싱가포르의 화물 항공사로 허브 공항은 싱가포르 창이 공항과 홍콩 국제공항, 브뤼셀 공항으로 또한 2000년에 설립된 와우 얼라이언스의 초창기 멤버에 해당된다.

## 역사
2001년 7월 싱가포르 항공 화물 수송 부문을 분리해 설립되었다. 이 때 화물 수송을 위해 모든 항공기는 싱가포르 항공에서 빌렸으며 함께 운항하는 여객 항공편에 대해서 화물 관리를 하는 SIA 카고가 실시되었다. 설립 후 바로 루프트한자 카고와 SAS 카고로 구성된 항공 연합인 와우 얼라이언스에 가맹했다. 또한 JAL CARGO가 약 1년 후에 가맹했다.
2002년 1월 운송 특별한 배려가 필요한 화물에 대한 고등 서비스인 Swiftrider를 시작하고 급행으로 목적지까지 전달하는 Timerider와 영하 20도부터 20도까지 일정한 온도에서 운송을 Coolrider 등의 상품이 제공되었다. 같은 해 Asian Freight Industry Awards에서 첫 수상이되는 "Best Global Air Cargo Carrier(세계 최우수화물 항공사 상)"와 "Best Air Cargo Carrier - Asia(아시아 최우수화물 항공사 상)"의 2관왕을 달성했다. 또한 홍콩의 Asia Logistics Awards에서 "Best Airfreight Carrier (최우수 화물 항공사상)"을 수상했다. 같은 계열사인 싱가포르 항공은 Asian Freight Industry Awards에서 2002년까지 8개의 상을 수상하고 있다.
한편 와우 얼라이언스에 가맹함으로 설립 후 몇 년 동안 순차적으로 세계에 노선망을 넓혀 가고, 2001년 10월에 세계를 일주하는 노선으로 수요일에 싱가포르 창이 국제공항을 출발해 홍콩 국제공항, 댈러스 포트워스 국제공항, 오헤어 국제공항, 브뤼셀 공항, 샤르자 국제공항을 거쳐 다시 싱가포르 창이 국제공항으로 돌아오는 노선을 운항하기 시작했다. 금요일의 경우 샤르자 국제공항을 경유하지 않고 인도의 차트라파티 시바지 국제공항을 경유했다. 2003년 5월 싱가포르 창이 공항에서 샤먼 가오치 국제공항과 난징 루커우 국제공항을 경유한 다음 오헤어 국제공항으로 향하는 노선을 신설하고 제3국의 항공사 최초로 중화인민공화국과 미국을 직접 연결하는 항로가 개설되었다. 또한 싱가포르 창이 공항발 중화인민공화국 경유 오헤어 국제공항 화물 노선의 경우 오헤어 국제공항에서 출발 시 로스앤젤레스 국제공항을 경유하여 난징 루커우 국제공항을 운항한다. 2004년 5월 존 F. 케네디 국제공항을 출발해 브뤼셀 공항, 쿠웨이트 국제공항, 반디라나이케 국제공항을 거쳐 싱가포르 창이 공항을 향하는 화물 노선의 운항도 시작했다.
2017년 5월 모기업인 싱가포르 항공은 싱가포르 항공 카고를 다시 인수하여 싱가포르 항공 산하의 항공화물부서로 재편하기로 발표하였고 2018년 하반기 인수 절차가 완료됨에 따라 싱가포르 항공 카고는 독립 화물 항공사에서 싱가포르 항공 산하의 화물부서가 되었으며 화물기 역시 싱가포르 항공으로 이전 되었다.

## 운항 노선
- 2015년 8월 현재 싱가포르 항공 카고는 다음과 같은 노선을 취항하고 있다.

### 코드쉐어 협정
싱가포르 항공 카고는 항공사와 코드쉐어를 한다.
| - 일본화물항공 |

## 보유 기종
- 2015년 7월 기준으로 싱가포르 항공 카고는 다음과 같은 기종을 보유하고 있으며 평균 기령은 6.5년이다.[2]

## 사진

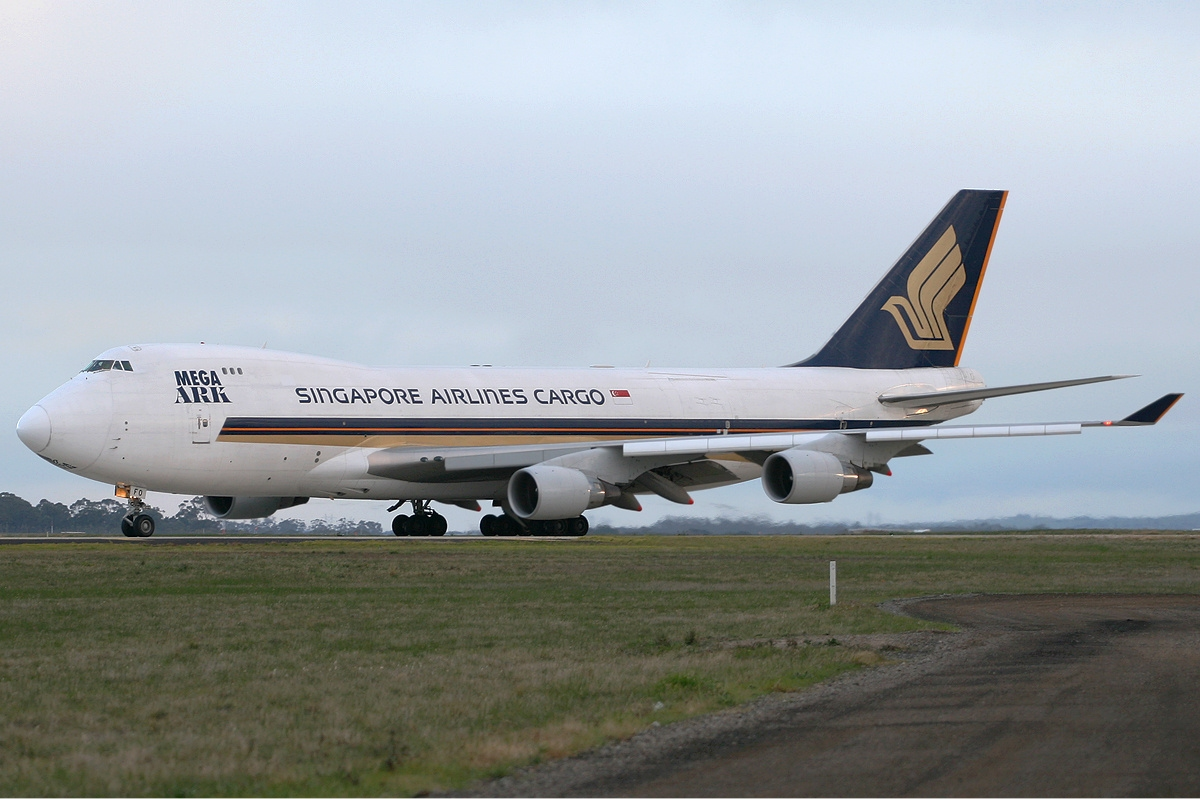
싱가포르 항공 카고의 보잉 747-400F
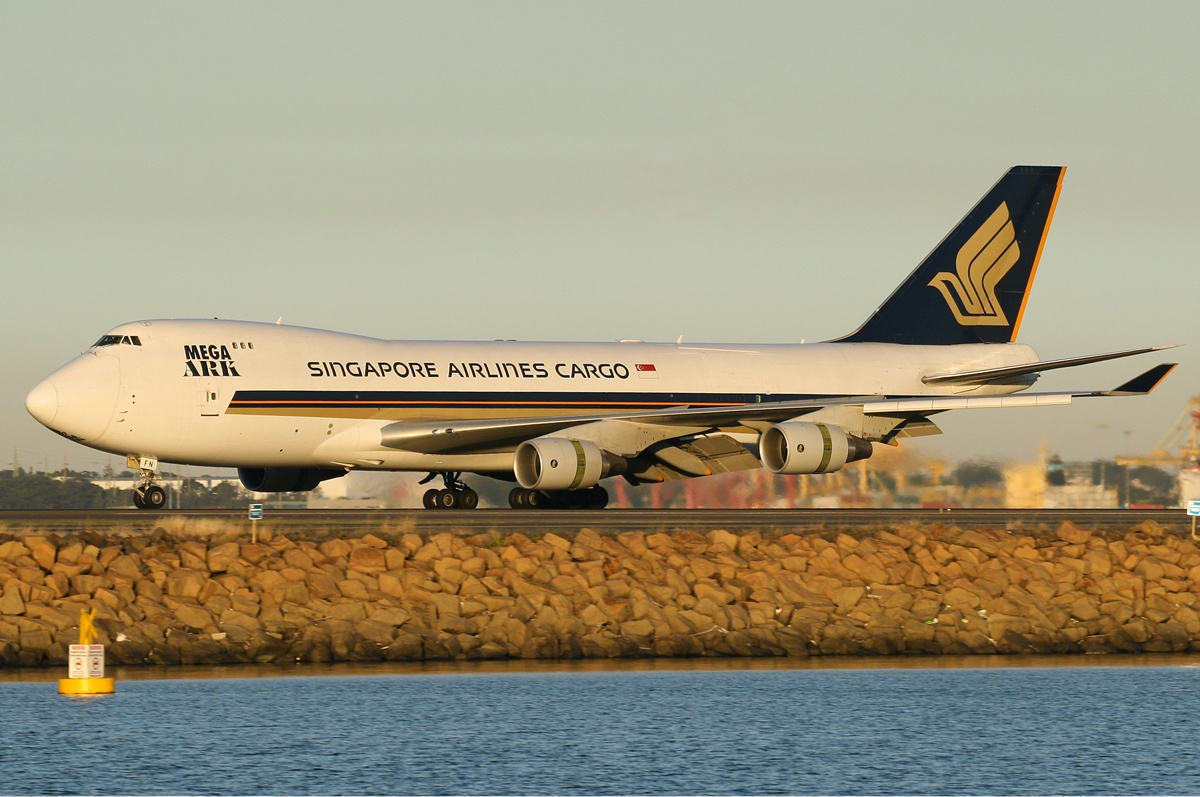
싱가포르 항공 카고의 보잉 747-400F
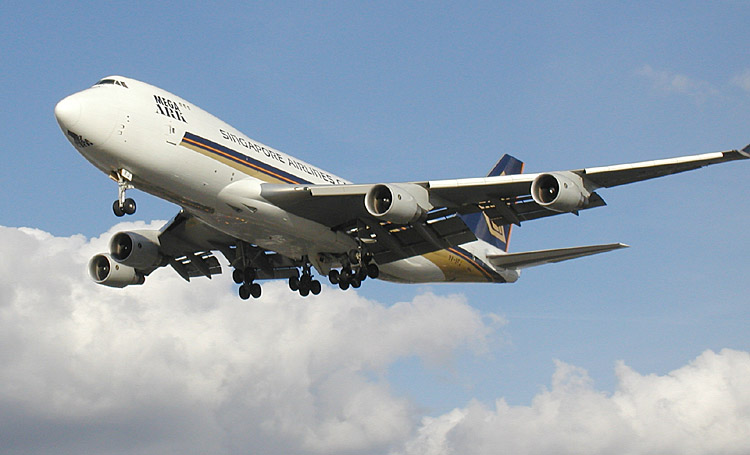
싱가포르 항공 카고의 보잉 747-400F
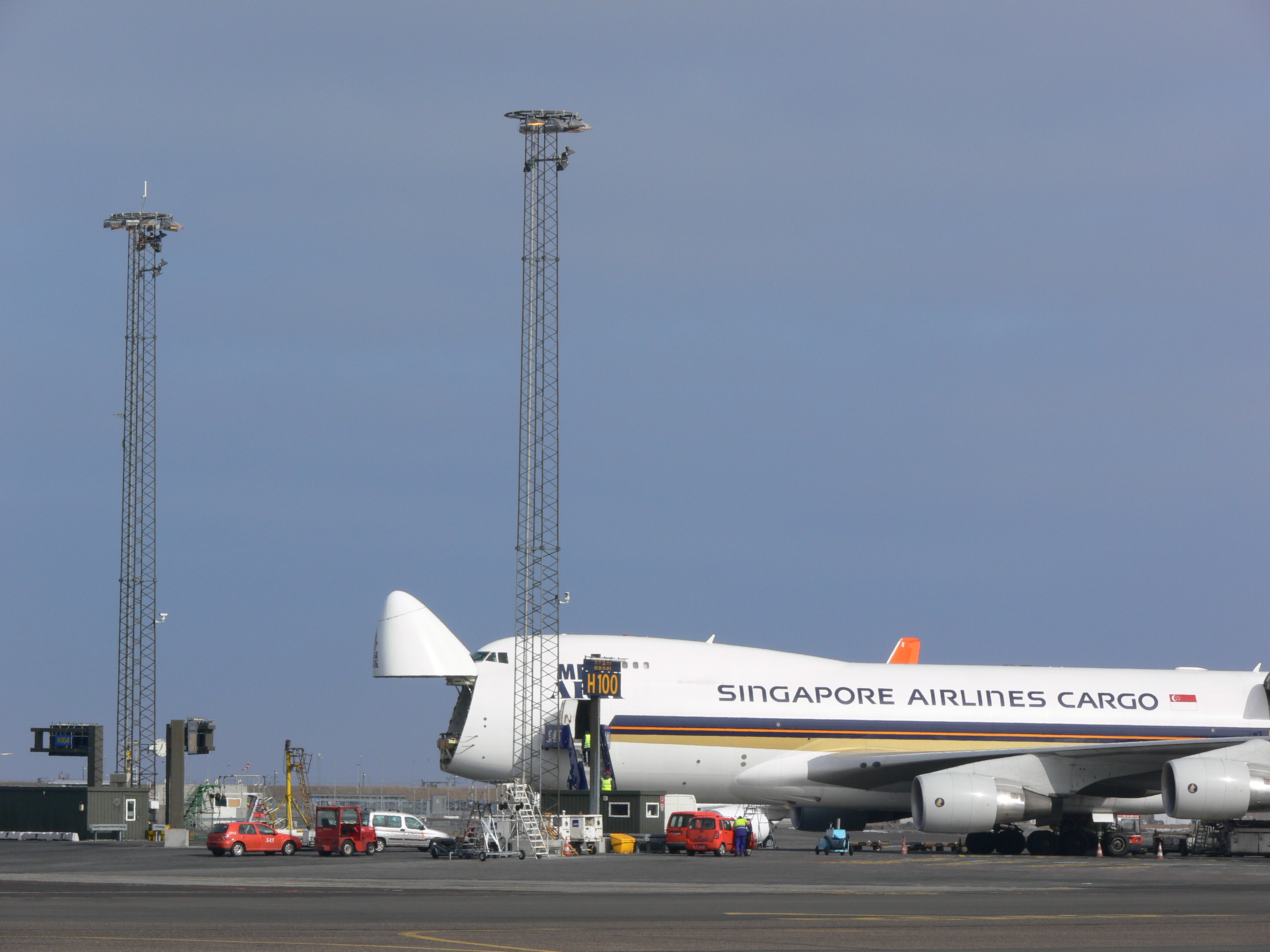
싱가포르 항공 카고의 보잉 747-400F
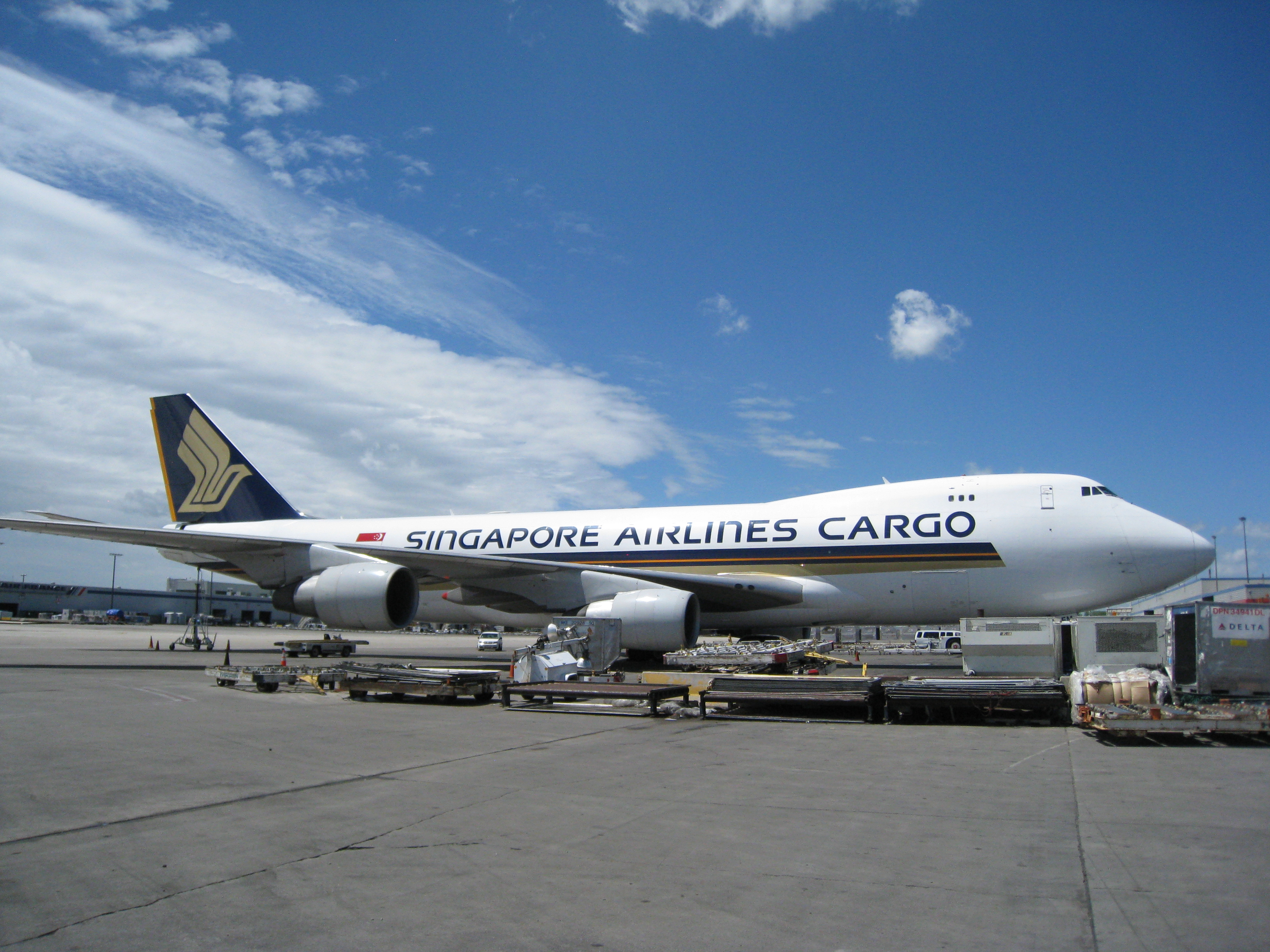
싱가포르 항공 카고의 보잉 747-400F
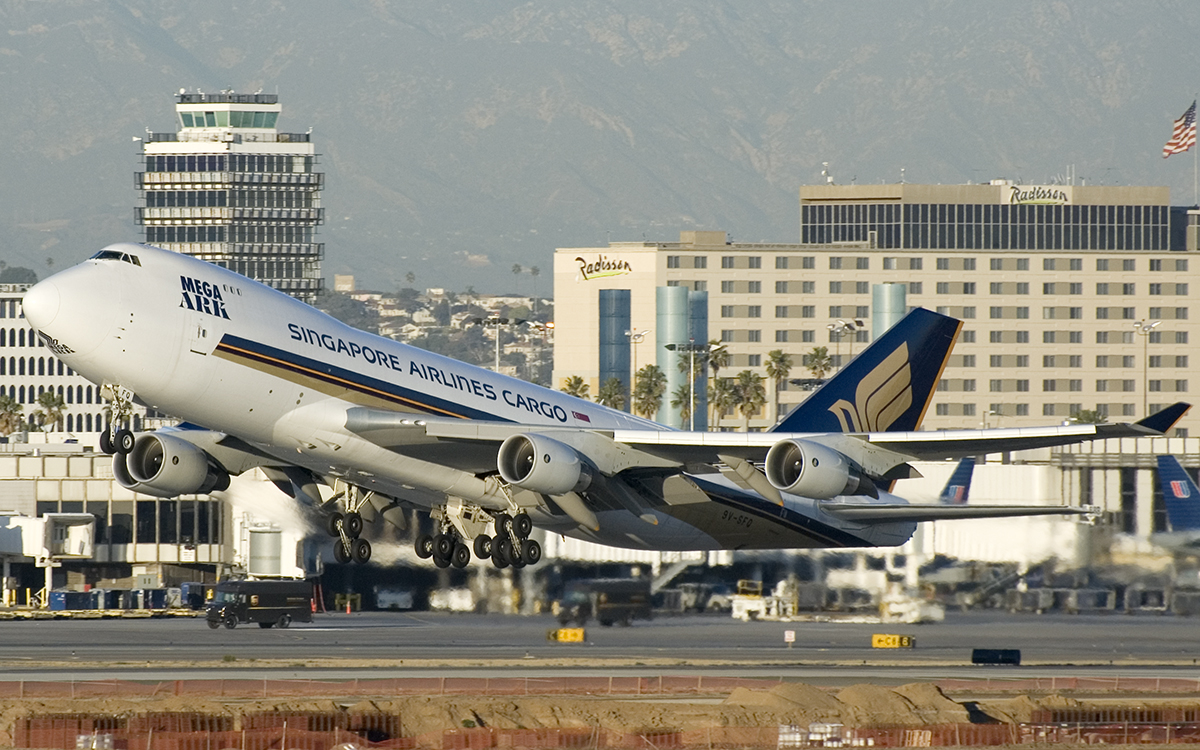
싱가포르 항공 카고의 보잉 747-400F
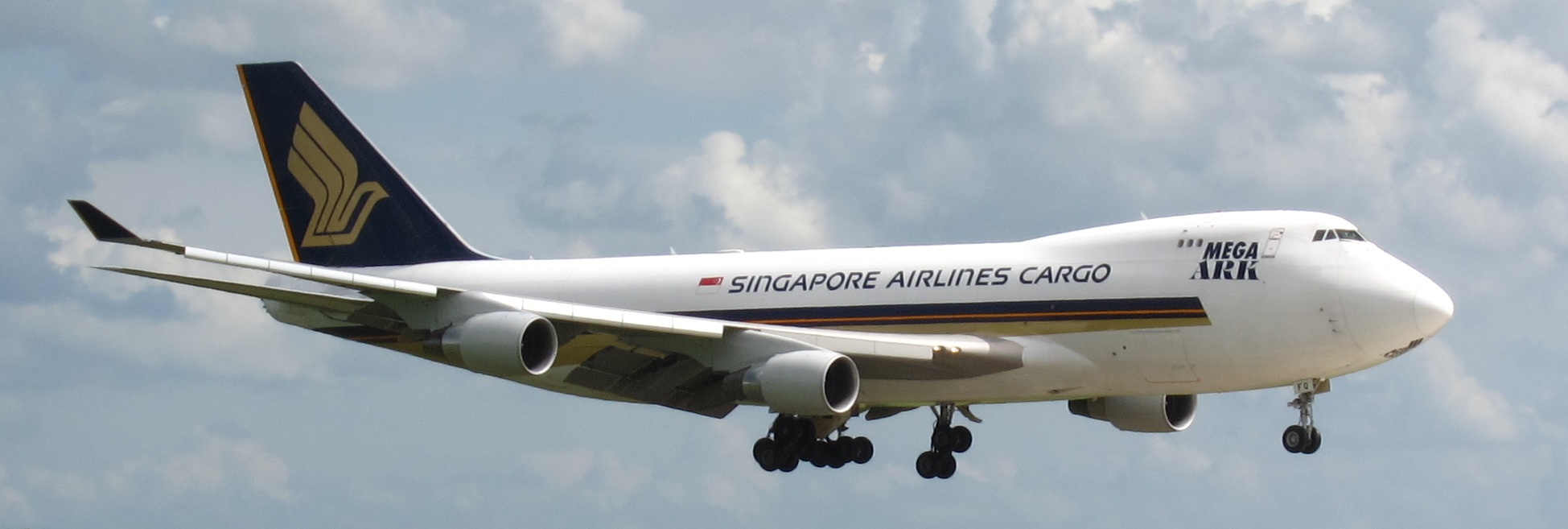
싱가포르 항공 카고의 보잉 747-400F